# (5832) Martaprincipe
(5832) Martaprincipe (1991 LE1) – planetoida z pasa głównego asteroid okrążająca Słońce w ciągu 4,25 lat w średniej odległości 2,62 j.a. Odkryta 15 czerwca 1991 roku.